# Einari Teräsvirta
Einari Teräsvirta (Vyborg, 7 dicembre 1914 – Helsinki, 23 novembre 1995) è stato un ginnasta finlandese.